# الاستفتاء الدستوري التركي 2010
أجري في تركيا في 12 سبتمبر 2010 استفتاء دستوري على عدد من التغييرات في الدستور. وأظهرت النتائج أن الأغلبية أيدت التعديلات الدستورية بنسبة 58% مؤيدة ومعارضة 42%. وتهدف التغييرات إلى جعل الدستور يمتثل لمعايير الاتحاد الأوروبي. ويأمل مؤيدو عضوية الاتحاد الأوروبي التركي أن يؤدي الإصلاح الدستوري إلى تسهيل عملية العضوية.

## الخلفية
بعد الانقلاب العسكري الذي وقع في 12 سبتمبر 1980، وضع دستور جديد صممه المجلس العسكري الحاكم الذي وصل إلى السلطة. وبعد ثلاثين عاما، أجري استفتاء بشأن عدد من التعديلات على ذلك الدستور.
وفي عام 2010، تبنى البرلمان التركي سلسلة من التعديلات الدستورية. ولم تحقق التعديلات أغلبية الثلثين المطلوبة (67%) لتنفيذ التغييرات فورا. غير أن أغلبية من 330 صوتا (60%) تحققت وكافية لتقديم التعديلات إلى الناخبين في استفتاء. ولم يتم إقرار تغيير دستوري، لزيادة صعوبة حل المحكمة العليا للأحزاب.
ووافق البرلمان على حزمة الإصلاح في 7 مايو، حيث بدأ عملية الاستفتاء. وكان من المتوقع إجراء الاستفتاء بعد 60 يوما من نشر المجموعة في الجريدة الرسمية، لكن المجلس الأعلى للانتخابات أعلن أنها ستجرى بعد 120 يوما، في 12 سبتمبر.

## التغييرات حسب السمة

### قادة الانقلاب والأفراد العسكريين
وستلغى المادة 15 المؤقتة من الدستور، التي توفر الحماية لزعماء الانقلاب. وستسمح التعديلات بإرسال قادة انقلاب 1980 إلى المحكمة. وسوف يحاكم الضباط العسكريون الذين يرتكبون جرائم ضد الدولة، مثل إعداد خطط الانقلاب، في محاكم مدنية. وسيكون للأفراد العسكريين الذين يتم طردهم من القوات المسلحة التركية الحق في الاستئناف أمام القضاء، والحق في سبل الانتصاف القانونية والحق في الدفاع.
سيتم الاحتفاظ بالمعلومات الشخصية مثل الأسماء والصور الفوتوغرافية ومعلومات الهوية بشكل خاص. ولن يتم تخزين هذا النوع من المعلومات إلا إذا وافق الفرد عليها، وسيتمكن الأفراد الذين يعتقدون أن معلوماتهم الشخصية قد أسيء استخدامها من مساءلة الكيانات ذات الصلة.

### الحقوق الاقتصادية والاجتماعية
وسوف يتمكن رجال الأعمال الذين لديهم ديون ضريبية من السفر إلى الخارج. يحظر على رجال الأعمال الذين يواجهون تحقيقا أو مقاضاة السفر إلى الخارج بموجب اللوائح الحالية. وفي التعديلات، سيتمكن رجال الأعمال من السفر إلى الخارج بشرط عدم وجود أمر قضائي يقيد سفرهم.
الحق في المساومة الجماعية لموظفي الحكومة. وفي حين يمنح الموظفون الحكوميون الحق في المساومة الجماعية، فإن مجلس تحكيم الموظفين العموميين المؤلف من ممثلي الموظفين الحكوميين سيكون له الكلمة النهائية. وسوف يمنح نفس الحق للمتقاعدين. الموظفون الحكوميون الذين يعتقدون أنهم عوقبوا بشكل غير عادل سيتمكنون من الذهاب إلى المحكمة.
وستزال القيود المفروضة على الحق في الاضراب. وسوف يتم إزالة القيود المفروضة على الإضرابات والانسلاخ ذات الدوافع السياسية من أجل تعزيز حقوق العمال. لن تعتبر نقابات العمال مسؤولة عن الأضرار المادية التي تلحق بمكان العمل حيث يتم احتجاز الإضراب نتيجة سلوك الإهمال المتعمد من جانب العمال ونقابة العمل.
وسيمنح المجلس الاقتصادي والاجتماعي، الذي يضم ممثلين عن النقابات والرابطات والاتحادات، حماية دستورية. وسيكون المجلس فعالا في تحديد السياسات الاقتصادية، وستزال مشاركة الحكومة في أنشطة المجلس.

### الحريات الفردية
وسوف تحل المشاكل بين الدولة والمواطنين عن طريق أمين مظالم من دون الاضطرار إلى اللجوء إلى المحكمة. وإذا لم يكن المواطنون راضين عن القرارات القضائية، فسوف يكون بوسعهم تقديم التماس مباشر إلى المحكمة الدستورية.
التدابير التي سنت لضمان المساواة في الحقوق بين الرجل والمرأة لن تفسر على أنها تتعارض مع مبدأ المساواة، ولا مع التدابير التي سنت لحماية الأطفال والمسنين والمعوقين، أرامل وأيتام الشهداء وكذلك للعاجزين والمحاربين القدماء.
وبما أن هيكل المحكمة الدستورية سوف يتغير، فإن إغلاق الأحزاب لن يكون بنفس السهولة التي كان عليها من قبل. ولن يمنع النواب من ممارسة السياسة إذا ما تم إغلاق حزبهم، بل سيبقوا مقاعدهم في فترة الولاية العادية.
أما العمال الحكوميون، الذين لم يكن بوسعهم حتى الآن أن يكونوا عضوا في نقابة عمالية واحدة، فسوف يكون لهم الاختيار الآن. وبالإضافة إلى ذلك، فإن التحذيرات والتأنيب المقدمة إلى الموظفين الحكوميين ستكون مفتوحة للمراجعة القضائية. وسوف يتمكن الموظفون الحكوميون الذين يعتقدون أنهم عوقبوا بشكل غير عادل من تقديم دعاوى أمام المحكمة.

### الإصلاحات القضائية
وسيختار البرلمان بعض أعضاء المحكمة الدستورية. وسيوسع عدد أعضاء المحكمة الدستورية. وسيعين البرلمان ثلاثة أعضاء بينما يعين الرئيس 14 عضوا. وستحصل المحكمة الدستورية على هيكل أكثر ديمقراطية، يتألف من جزأين، ويعمل كجمعية عامة.
وسيزيد عدد أعضاء المجلس الأعلى للقضاة والمدعين العامين من 7 إلى 22. ولن ينتخب الأعضاء بعد الآن من قبل محكمة الاستئناف العليا ومجلس الدولة فقط. وسيعين ما مجموعه 11 قاضيا من نحو 13,000 قاضيا في المجلس لتمثيل القضاة في الهيئة.
وسيتمكن القضاة المفصولين من الاستئناف أمام القضاء. وستكون قرارات المجلس الأعلى للقضاة والمدعين العامين، مثل قرارات المجلس العسكري الأعلى، مفتوحة للمراجعة القضائية. وسيتمكن المدعون والقضاة الذين يطردهم المجلس من الطعن في قرارات الطرد في المحكمة.
وسوف يتمكن كل المواطنين من تقديم التماس إلى المحكمة الدستورية. هذا ممكن الآن فقط في المحكمة الأوروبية لحقوق الإنسان.
وإلى جانب الرئيس، يمكن أن يمثل الآن في المحكمة العليا الوزراء وكبار المسؤولين الحكوميين الآخرين ورئيس البرلمان والقائد الأعلى للجيش التركي.

## إلغاء الحزمة
حزب الشعب الجمهوري الرئيسي المعارض لا يجادل فقط بأن الحزمة الدستورية تتضمن إصلاحات غير دستورية، بل أيضا أنها مرت بانتهاكات إجرائية. وهو يريد من المحكمة الدستورية أن تعيد النظر في عملية المقترحات. كما زعم المستشارون القانونيون لحزب الشعب الجمهوري أن التغييرات التي تجريها المجموعة على هياكل المحكمة الدستورية والمجلس الأعلى للقضاة والمدعين العامين تنتهك المبدأ الدستوري المتمثل في فصل السلطات. وبهذا الزعم، يزعم حزب الشعب الجمهوري أن حزب العدالة والتنمية يحاول تغيير إحدى المواد الدستورية التي لا يمكن تعديلها في تركيا. لذا، بالإضافة إلى مراجعة الحزمة لأسباب إجرائية، فإن الحزب يطلب أيضا مراجعة محتوى الحزمة. كما تطالب لجنة الانتخابات بوقف نتائج الاستفتاء، مما يرفع إجمالي طلبات لجنة الانتخابات إلى ثلاثة.
وفي 7 يوليو 2010، أصدرت المحكمة الدستورية التركية حكمها النهائي بشأن مجموعة من التعديلات الدستورية، التي من المقرر أن تخضع لاستفتاء عام في 12 سبتمبر. وقد حكمت المحكمة لصالح الأغلبية العظمى من الإصلاحات التي اقترحتها الحكومة على الدستور. ولم تقم المحكمة بإلغاء الحزمة بالكامل. وألغى القضاة أجزاء معينة من المادتين، لكنهم رفضوا طلبات المعارضة التركية بالتخلي عن المجموعة بكاملها لاسباب فنية. وتتعلق المواد الملغاة جزئيا بهيكل المحكمة الدستورية والمجلس الاعلى للقضاة والمدعين العامين. وكانت هذه القضايا مثيرة للجدل بسبب التغييرات المتوخاة في عمليات تعيين الأعضاء.
وقد أعربت كل من الحكومة والمعارضة عن خيبة أملهما من قرار المحكمة.

## استطلاعات الرأي
وقد توقع استطلاع أجرته سونار ريسيرش في أغسطس 2010 أن يكون 49.1% لصالح المسودة وعارضها 50.9%.
وقد توقع استطلاع أجرته شركة كوندا للأبحاث والاستشارات في سبتمبر 2010 أن 56.8% يؤيدون المسودة، بينما عارضها 25.6%، بينما لم يحسم 17.6% أمرهم.

## ردود الفعل

### المحلية
- حزب العدالة والتنمية – بعد الإعلان عن النتائج، قال رئيس الوزراء أردوغان إن الدولة «عبرت عتبة تاريخية نحو الديمقراطية المتقدمة وسيادة القانون».[3]

- حزب الشعب الجمهوري - يشير إلى 42% من الناخبين الذين قالوا «لا» في الاستفتاء، قليتشدار أوغلو قال أن مثل هذا الرقم لا يمكن التقليل من شأنه وأن يكون لحزبه دور كبير في الوصول إلى مثل هذا المعدل. وقال قليتشدار أوغلو «عندما ننظر إلى النتيجة، نرى أن حزب العدالة والتنمية قد اتخذ خطوة هامة جدا نحو إنشاء آلية قضائية تعتمد كليا على نفسها». وأضاف أيضا أن إدارة أردوغان كانت تسعى إلى مستويات خطيرة من السيطرة على القضاء في البلاد، مع تعديلين من بين 26 تعديلا تمت الموافقة عليها يزعم أنهما يعطيان الحكومة نفوذا مفرطا على المحاكم.[3]

- حزب الحركة القومية – الذي كان أول من نشر بيان مكتوب، وادعى زعيم الحزب دولت بهجلي أنه مع التعديلات الدستورية التي ستخدم نوايا حزب العدالة والتنمية الخلفية لخلق قضاء طائفي يوافق عليه الشعب التركي، تم جر تركيا إلى العصور المظلمة التي غمرتها المخاطر والتهديدات الحيوية، مضيفا أن الأيام السيئة قادمة.[11]

### الدولية
ورحب عدد من المراقبين الدوليين بنتيجة الاستفتاء.
- الاتحاد الأوروبي – قال مفوض التوسيع في الاتحاد الأوروبي، شتيفان فوله: «كما قلت باستمرار في الأشهر الماضية، هذه الإصلاحات هي خطوة في الاتجاه الصحيح لأنها تتناول عددا من الأولويات القديمة في جهود تركيا الرامية إلى الامتثال التام لمعايير الانضمام».[12] تحدث ريتشارد هوفيت، ممثل البرلمان الأوروبي، نيابة عن المجموعات الاشتراكية والديمقراطية في البرلمان الأوروبي عندما أعلن دعمه لنتائج الاستفتاء. واضاف «ان التصويت» بنعم«الكبير على نحو غير متوقع في الاستفتاء الدستوري التركي يعد دليلا على دعم السكان للاصلاحات التي ستعد البلاد لعضوية الاتحاد الأوروبي». وقال أيضا أنه سيكون ضربة لمنتقدي أوروبا الذين اقترحوا أن تركيا لا تملك الإرادة السياسية لإجراء الإصلاحات الضرورية للانضمام إلى الاتحاد الأوروبي. كما أيد الدعوات لوضع دستور جديد من خلال إجماع الأحزاب.[13]
  - مجلس أوروبا ـ وصف الأمين العام لمجلس أوروبا توربيورن ياغلاند هذا التحرك بأنه خطوة مهمة في التطور الديمقراطي لتركيا. واضاف «ان الإصلاح الدستوري الذي تم إقراره الاحد خطوة مهمة نحو تقريب البلاد من المعايير والممارسات الأوروبية».[13]
- ألمانيا - أصدر وزير الخارجية غيدو فيسترفيله بيانا قال فيه «أرحب بنجاح الاستفتاء»، «إن إصلاح الدستور خطوة هامة أخرى من جانب تركيا على الطريق نحو أوروبا».[14]
- اليونان ـ اتصل رئيس الوزراء جورج باباندريو بنظيره التركي لتهنئته بنجاح الحكومة في استفتاء الاحد على حزمة التعديل الدستورى. وأعلن وزير الخارجية اليوناني أن نتائج الاستفتاء هي "اختيار واضح" و"إشارة قوية لدعم الإصلاحات التي روج لها طيب أردوغان. "أكد الشعب التركي من جديد التزامه بالمنظور الأوروبي".[15]
- إيران – في اتصال هاتفي مع وزير الخارجية التركي أحمد داوود أوغلو، هنأ وزير الخارجية الإيراني منوشهر متقي تصويت الشعب التركي على الثقة في حكومة أنقرة في الاستفتاء الأخير على التعديلات الدستورية. ووفقا لبيان صادر عن وزارة الخارجية، وقد أعرب الجانبان عن أملهما في زيادة توسيع العلاقات بين البلدين ووصف زيارة نائب الرئيس الأول محمد رضا رحيمي المرتقبة إلى تركيا بأنها خطوة أخرى نحو تعزيز العلاقات بين طهران وأنقرة.
- إيطاليا – اتصل رئيس الوزراء سيلفيو برلسكوني برئيس الوزراء التركي طيب أردوغان لتهنئته على «نجاحه الرائع» في التصديق على الاستفتاء الدستوري، وقال إن البلدين سيعقدان قمة ثنائية قريبًا.[16]
- كوسوفو – أجرى رئيس الوزراء هاشم ثاتشي محادثة هاتفية مع رئيس وزراء جمهورية تركيا رجب طيب أردوغان، لتهنئته التي أعرب فيها أردوغان عن استعداد تركيا المستمر لدعم جمهورية كوسوفو.[17]
- لبنان – اتصل رئيس الوزراء سعد الحريري بنظيره التركي وهنأه على نتائج الاستفتاء.[18] أرسل رئيس مجلس النواب نبيه بري برقية تنص على أن هذا هو «انتصار تاريخي وديمقراطي» لتركيا وتأمل أن يكون هذا الاستفتاء درسا للديمقراطية في الشرق الأوسط.[19]
- باكستان – اتصل رئيس الوزراء يوسف رضا جيلاني هاتفيا برئيس الوزراء رجب طيب أردوغان وهنأه على فوزه في الاستفتاء الذي أجري في 12 سبتمبر «إن نتائج الاستفتاء تظهر ثقة الشعب التركي في القيادة الديناميكية والسياسات المؤيدة للشعب للسيد أردوغان». وقال كذلك إن النتائج دليل واضح على أن الديمقراطية والقواعد الديمقراطية قد تعززت لإحداث تغييرات من أجل تحسين أحوال الشعب. كما أعرب رئيس الوزراء عن امتنانه لمساعدة الحكومة التركية والشعب التركي من خلال الهلال الأحمر التركي لضحايا فيضانات باكستان عام 2010.[20]
- فلسطين – خاطب الرئيس محمود عباس رئيس الوزراء رجب طيب أردوغان لتهنئته على النجاح الذي حققه الاستفتاء على الدستور.[21]
- إسبانيا – قال وزير الخارجية ميغيل أنخيل موراتينوس إن الاستفتاء أرسل «إشارة واضحة عن رسالة تركيا الأوروبية ويبرهن على التزام السلطات التركية بتحديث المؤسسات السياسية والاجتماعية». «وعلى الرغم من أن بعض البلدان لا تزال لديها شكوك وإحجام عن ذلك، أعتقد أنه في النهاية سوف يسود المنطق» قال موراتينوس للمراسلين قبل اجتماع وزراء الاتحاد الأوروبي في بروكسل.[22]
- سوريا - اتصل الرئيس بشار الأسد برئيس الوزراء رجب طيب أردوغان لتهنئته على نتائج الاستفتاء.[23]
- السويد – قال وزير الخارجية كارل بيلت: واضاف «ان هذا يفتح الباب الأوروبي على الرغم من انه سيستغرق بعض الوقت لاتخاذ هذه الخطوة». بالاستفتاء تركيا «تمهد الطريق أمام تطور أكثر انفتاحا وديمقراطية للبلاد».[24]
- الولايات المتحدة ـ رحب الرئيس باراك أوباما أيضا بالنتائج واتصل بالرئيس الوزراء التركي رجب طيب أردوغان لتهنئته و«اعترف بحيوية الديمقراطية التركية كما انعكس ذلك في الإقبال على التصويت الاستفتاء».[12]

## آثار مترتبة
وقد قدمت جمعية حقوق الإنسان التماسا لمحاكمة كنعان أورن على دوره في انقلاب عام 1980، حيث دافع أورن عن الانقلاب، قائلا إن التدخل العسكري كان مطلوباً لإنهاء سنوات من العنف بين الفصائل اليسارية واليمينية.
وقال حسين تشيليك، نائب رئيس حزب العدالة والتنمية، أن جدول أعمال الحزب سيكون الآن العمل على وضع دستور جديد بعد انتخابات 2011.